# He Cuilian
He Cuilian (chinesisch 何翠蓮; Pinyin Hé Cuìlián; * 25. Dezember 1991 in Ningdu, Ganzhou, Jiangxi) ist eine chinesische Sportkletterin. Während ihrer Wettkampfkarriere war sie auf die Disziplin Speedklettern spezialisiert und gewann 2009 zwei Weltmeistertitel. Bis Juli 2012 hielt sie den Geschwindigkeitsweltrekord an der 15-Meter-Wand.

## Biografie
He Cuilian stammt aus einem Dorf im Kreis Ningdu der Stadt Ganzhou in der Provinz Jiangxi. Sie begann im Alter von 14 Jahren an der Seite ihrer älteren Schwester He Cuifang, damals bereits eine Weltklasseathletin, mit dem Klettersport. 2006 trat sie der Sportmannschaft an der Jiangxi University of Technology bei.
Nach ihrer Aufnahme in die Nationalmannschaft gab He im August 2007 in Qinghai ihr Debüt im Kletterweltcup und erreichte als Sechste auf Anhieb ein Spitzenresultat. Bei den Asian Indoor Games in Macau gewann sie die Silbermedaille, bei ihrer ersten Asienmeisterschaft belegte sie die Ränge sieben in ihrer Paradedisziplin Speed und 25 im Lead. Ein gutes halbes Jahr später gelang ihr mit Silber in Guangzhou hinter ihrer Schwester Cuifang der erste Medaillengewinn bei einer Asienmeisterschaft. In Qinghai und Chamonix erreichte sie als jeweils Dritte die ersten Weltcup-Podestplätze ihrer Karriere. Bei der Juniorenweltmeisterschaft in Sydney kam sie nicht über Rang sieben hinaus.
Ihre größten Erfolge konnte He in den Jahren 2009 und 2010 feiern. Zunächst kürte sie sich in Qinghai zur Doppelweltmeisterin, indem sie sowohl über die – einmalig ausgetragene – 10-Meter-Wand als auch über die regulären 15 Meter Gold gewann. Dabei setzte sie sich beide Male vor ihrer Schwester und einer weiteren Teamkollegin, Li Chunhua, durch. An beiden Wänden stellte sie mit 5,31 bzw. 9,04 Sekunden neue Geschwindigkeitsweltrekorde auf. Auch im Finale der World Games in Kaohsiung besiegte sie ihre Schwester. 2010 gewann sie den Rockmaster in Arco und feierte in Chuncheon ihren ersten und einzigen Weltcupsieg. In Changzhi holte sie ihren ersten Asienmeistertitel.
In den folgenden Jahren gewann He Silbermedaillen im Rahmen von Asienmeisterschaften, konnte bei Weltmeisterschaften aber nicht mehr an ihren Debüterfolg anknüpfen. Nach zweijähriger Wettkampfpause kehrte sie Ende 2015 zum internationalen Spitzensport zurück. Bei der Asienmeisterschaft 2016 in Duyun gewann sie ihre zweite Goldmedaille, 2017 entschied sie den Asiencup in Wanxianshan für sich. Während der Asienspiele in Jakarta, wo der Klettersport erstmals vertreten war, errang sie Bronzemedaillen im Einzel und mit der Staffel. Am Ende des Jahres 2019 beendete sie ihre aktive Laufbahn.
He Cuilian schloss an der Belhaven University in Jackson, Mississippi, ein Studium mit dem akademischen Grad Master of Arts ab. Nach dem Karriereende übernahm sie ein Traineramt in der chinesischen Kletternationalmannschaft und engagiert sich in Kampagnen dafür, Kinder für ihren Sport zu begeistern.

## Erfolge

### Weltmeisterschaften
- Qinghai 2009: 1. Speed (15 m), 1. Speed (10 m)
- Arco 2011: 4. Speed
- Paris 2012: 18. Speed
- Paris 2016: 17. Speed
- Innsbruck 2018: 14. Speed

### Asienmeisterschaften
- Guangzhou 2007: 7. Speed, 25. Lead
- Guangzhou 2008: 2. Speed, 25. Lead
- Changzhi 2010: 1. Speed
- Leye 2012: 2. Speed
- Teheran 2013: 5. Speed
- Ningbo 2015: 2. Speed Team, 6. Speed
- Duyun 2016: 1. Speed, 2. Speed Team
- Teheran 2017: 10. Speed

### Weltcupsieg
| Datum           | Ort       | Land     | Disziplin |
| --------------- | --------- | -------- | --------- |
| 30. August 2010 | Chuncheon | Südkorea | Speed     |

### Weitere Erfolge
- Gold bei den World Games 2009
- Bronze bei den Asienspielen 2018 solo und mit dem Team
- Silber bei den Indoor-Asienspielen 2007
- Gold beim Rockmaster 2010
- Geschwindigkeitsweltrekord an der 15-Meter-Wand (zuletzt 9,04 Sekunden, bis Juli 2012)